# Logan Martin
Logan Martin (* 22. November 1993 in Brisbane) ist ein australischer BMX-Freestyle-Fahrer. Seit 2016 gewann er insbesondere in der Teildisziplin Park mehrere Titel bei X-Games und bei Weltmeisterschaften. Im Sommer 2021 wurde er bei den Olympischen Spielen in Tokio erster Freestyle-Olympiasieger.

## Laufbahn
Martin wuchs nahe der Stadt Logan in Queensland auf. Mit zwölf Jahren zog seine Familie in die Nähe des Crestmead Skate Parks, wo er einen Großteil seiner Freizeit verbrachte und BMX-Freestyle als Hobby entdeckte. Er freundete sich mit dem zwei Jahre älteren Kyle Baldock an – wie Martin späterer mehrfacher X-Games-Sieger –, mit dem er gemeinsam im GC Compound in Gold Coast City trainierte und Anfang der 2010er-Jahre YouTube-Videos mit synchron ausgeführten Tricks aufnahm. Nach dem High-School-Abschluss konzentrierte er sich auf seine sportliche Laufbahn, nahm ab 2012 erfolgreich an internationalen Freestyle-Wettkämpfen teil und entwickelte sich zu einem der weltweit führenden Athleten seiner Disziplin: 2014 wurde er hinter Daniel Dhers und Alex Coleborn Dritter bei der erstmals ausgetragenen FISE World Series und errang dort 2015 und 2016 den Titel. Seine erste X-Games-Teilnahme 2016 in Austin schloss er mit einer Wertung von 64,0 Punkten im Park hinter Dennis Enarson (und unmittelbar vor seinem Freund Kyle Baldock) auf Rang zwei ab. Bis 2019 gewann er bei der Extremsportveranstaltung insgesamt neun Medaillen in den Disziplinen Park, Park Best Trick und Dirt, darunter drei goldene (2018: Park, 2019: Park und Dirt).
In der zweiten Hälfte der 2010er-Jahre übernahm der internationale Radsportverband UCI die Organisation von Weltcups und Weltmeisterschaften im BMX-Freestyle, für 2020 wurde die Teildisziplin Park in das olympische Programm aufgenommen. Martin gewann mehrere Weltcupveranstaltungen und wurde im November 2017 in Chengdu mit einer Wertung von 93,82 Punkten vor Alex Coleborn erster Freestyle-Park-Weltmeister. 2018 konnte er seinen Titel bedingt durch eine Knöchelverletzung nicht verteidigen, zuvor war er bereits wegen eines mehrfach gebrochenen Schlüsselbeins im Weltcup ausgefallen. Bei Weltmeisterschaften gewann Martin 2019 hinter seinem Landsmann Brandon Loupos die Silbermedaille und errang 2021 in Montpellier einen zweiten WM-Titel mit einer Wertung von 94,90 Punkten vor dem US-Amerikaner Daniel Sandoval.
Nachdem der GC Compound, Martins Trainingsstätte seit seiner Jugend, 2016 geschlossen hatte, baute der Australier – der seit 2013 als Profisportler von Sponsoren wie Rockstar Energy und Jetpilot unterstützt wurde – für 70.000 australische Dollar einen eigenen BMX-Park im Hinterland von Gold Coast. Das 2019 fertiggestellte Areal diente in erster Linie der Vorbereitung für die Olympischen Sommerspiele 2020 in Tokio, die wegen der COVID-19-Pandemie auf den Sommer 2021 verschoben wurden und für die sich Martin mit seinem zweiten WM-Titel im Frühjahr 2021 qualifizierte. Außerdem wurde dort später ein Lauf des UCI-Weltcups 2022 abgehalten. In Tokio wurde Martin der ihm zugeschriebenen Favoritenrolle gerecht und gewann mit einer im ersten Finallauf erzielten Wertung von 93,30 Punkten die Goldmedaille vor Daniel Dhers. Dabei zeigte er unter anderem zwei aufeinanderfolgende triple tailwhips, wobei sich sein Rad beim ersten Mal entgegen dem Uhrzeigersinn und beim zweiten Mal im Uhrzeigersinn drehte.
2022 und 2023 gewann Martin jeweils die Gesamtwertung des UCI-Weltcups in der Variante Park. Mit drei Gesamtsiegen und neun Einzelsiegen ist er der erfolgreichste Athlet dieses Weltcups. Außerdem gewann er seit alle drei bisherigen Austragungen der Ozeanien-Meisterschaften dieser Disziplin und ist vierfacher australischer Meister. In die Olympische Qualifikationsserie 2024 startete er mit einem zweiten Platz in Shanghai, verpasste aber nach einem Fehler in der zweiten Runde in Budapest die direkte Qualifikation für den olympischen Freestyle-Wettkampf. Dank seiner Platzierung in den Weltmeisterschaften 2022 wurde er vom australischen Verband dennoch für die Spiele nominiert. Er startete als einer der Favoriten ins Finale von Paris, konnte aber keinen seiner zwei Versuche sauber zu Ende fahren und wurde Neunter. Am Ende des Jahres gewann er seinen dritten Titel bei den Urban-Cycling-Weltmeisterschaften 2024.

## Privates
Martin ist verheiratet und hat einen Sohn (* 2019).

## Erfolge
2015
- Sieger der FISE World Series

2016
- Sieger der FISE World Series
- Gesamtwertung und drei Siege im UCI-BMX-Freestyle-Weltcup
- Park – X-Games

2017
- Weltmeister – BMX-Freestyle Park
- ein Weltcup-Erfolg und zweiter Rang Gesamtwertung UCI-BMX-Freestyle-Weltcup
- Park,  Park Best Trick,  Dirt – X-Games

2018
- ein Weltcup-Erfolg und sechster Rang Gesamtwertung UCI-BMX-Freestyle-Weltcup
- Park,  Park Best Trick,  Dirt – X-Games

2019
- Weltmeisterschaften – BMX-Freestyle Park
- Ozeanien-Meister – BMX-Freestyle Park
- Australischer Meister – BMX-Freestyle Park
- zweiter Rang Gesamtwertung UCI-BMX-Freestyle-Weltcup
- Park,  Dirt – X-Games

2020
- Australischer Meister – BMX-Freestyle Park

2021
- Australischer Meister – BMX-Freestyle Park
- Weltmeister – BMX-Freestyle Park
- Olympische Spiele – BMX-Freestyle

2022
- Gesamtwertung und ein Sieg im UCI-BMX-Freestyle-Weltcup
- Ozeanien-Meister – BMX-Freestyle Park

2023
- Gesamtwertung und drei Siege im UCI-BMX-Freestyle-Weltcup
- Ozeanien-Meister – BMX-Freestyle Park
- Australischer Meister – BMX-Freestyle Park
- Weltmeisterschaften – BMX-Freestyle Park

2024
- Weltmeister – BMX-Freestyle Park